# Ло Веккьо, Андреа
Андреа Ло Веккьо (итал. Andrea Lo Vecchio; 7 октября 1942, Милан — 17 февраля 2021, Рим) — итальянский композитор, поэт-песенник, музыкальный продюсер.

## Биография
Ло Веккьо начал свою карьеру в 1962 году, выступая в качестве певца, автора песен и гитариста в местных музыкальных залах и клубах. В 1963 году он выиграл конкурс молодых исполнителей и впоследствии получил контракт с CBS.
В 1964 году Ло Веккьо дебютировал на профессиональном поприще в качестве автора с песней «Era troppo bello», которую исполнила Вильма Гойч. В том же году он основал кабаре «Le Clochard» в своём родном городе, где выступали такие известные артисты, как Бруно Лауци, I Gufi и Коки и Ренато. В 1966 году он продал кабаре и основал ночной клуб «Student's Club»; в том же году он начал долгое и плодотворное сотрудничество в качестве автора песен с Роберто Веккьони. В 1967 году он участвовал в музыкальном шоу RAI Settevoci, где впервые прозвучала его песня «Ho scelto Bach», с которой он также участвовал в Festivalbar.
В 1968 году он дебютировал в качестве музыкального продюсера альбома Casatschok Дори Гецци и одноимённого альбома Роберто Веккиони. В 1969 году он написал музыку к песне «f I Only Had Time», которая была исполнена новозеландским певцом Джоном Роулзом и имела международный успех. В том же году он открыл школу водных лыж и ночной клуб в Сан-Ремо. В последующие годы Ло Веккьо регулярно сотрудничал с певицей Миной. Среди других артистов, с кем ему случалось работать, — Адриано Челентано, Ширли Бэсси, Орнелла Ванони, Джильола Чинкветти, Патти Право, Бруно Лауци, Лоредана Берте, Мирей Матьё, Джино Паоли, Аль Бано и Ромина Пауэр, Раффаэлла Карра, Демис Руссос, Клод Франсуа. Он также написал несколько песен для детей, в частности «Tarzan lo fà», которую исполнил Нино Манфреди, а также музыкальные партитуры для фильмов, сериалов и рекламных роликов.
В 1976 году Ло Веккьо основал вместе с Детто Мариано и Энцо Скире лейбл Love Records, на котором публиковались, в частности, работы Марио Дель Монако, Бобби Соло и Лео Ферре.
Ло Веккьо умер от осложнений COVID-19 во время пандемии COVID-19 в Италии 17 февраля 2021 года в возрасте 78 лет.